# Herwig von Kreutzbruck
Herwig von Kreutzbruck (eigentlich von Kreutzbruck zu Lilienfels, * 27. Dezember 1939 in Graz; † 27. August 2008 in Semriach bei Graz) war ein  österreichischer (steirischer) Literat.
Kreutzbruck wuchs als der zweite von drei Söhnen der promovierten Germanistin Ada Kreutzbruck († 29. Oktober 1998) und des steiermärkischen Landesbeamten Hofrat Max Kreutzbruck (* 1901; † 30. Juli 1976) in Graz auf. Er absolvierte dort die Volksschule und das Gymnasium und schloss dieses mit der Matura ab. Geprägt durch seine Mutter widmete er sich dem Studium der Germanistik und der Theologie in Graz und Wien. Er übte sodann den Beruf eines Laienkatecheten aus. In den Jahren 1970 bis 1990 war er Lektor im Grazer Styria Verlag. Er war außerdem Begründer des Künstlervereins „Odysseus in Domino Graz“. 
Herwig von Kreutzbruck ist Autor zahlreicher Werke der Lyrik („Freund ohne Ende“, „Die Rose“, „Die Geliebte“, „Parzifal“ u. a.), der satirischen Lyrik („Narrenballade“, „Menschenballade“, „Der Bajazzo“, „Papst und Päpstin“), von Bühnenwerken („Das Spiel zu Rein“, Weihefestspiel zur Gründung von Stift Rein) und der Prosa („Graz, ein Versuch“, „Professura Napoleonis“ Wien 1968, „Prinz Franz oder die Macht des Unsichtbaren“ Mystische Memoresken).